# Fonction exponentielle double
Cet article concerne la fonction exponentielle double. L’expression « distribution exponentielle double » peut désigner la loi de Laplace, qui est une distribution exponentielle bilatérale ou la distribution de Gumbel qui est une distribution exponentielle itérée.

Comparaison d’une exponentielle double (en rouge) et d’une exponentielle simple (en bleu).

Une fonction exponentielle double est une fonction exponentielle dont l’exposant est lui-même une fonction exponentielle.
La forme générale est : {\displaystyle f(x)=a^{b^{x}}}
Cette fonction croît plus vite qu’une exponentielle simple. Par exemple, pour a = b = 10 :
- f(−1) ≈ 1,25892541 ;
- f(0) = 10 ;
- f(1) = 1010 ;
- f(2) = 10100 = googol ;
- f(3) = 101000 ;
- f(100) = 1010100 = googolplex.

Les factorielles croissent plus vite que les exponentielles, mais beaucoup plus lentement que les exponentielles doubles. La fonction hyper-exponentielle et la fonction d'Ackermann croissent encore plus vite.
L’inverse d’une fonction exponentielle double est un logarithme double.

## Suites à croissance exponentielle double
Aho et Sloane remarquèrent que, pour certaines suites entières importantes, chaque terme successif est égal au carré du terme précédent plus une constante. Ils montrèrent que de telles suites peuvent être calculées en arrondissant à l’entier le plus proche les valeurs d’une exponentielle double de la forme :
{\displaystyle f(x)=a^{2^{x}}}.
Les suites d'entiers qui suivent ce schéma sont, en particulier : 
- Les nombres de Fermat :

{\displaystyle F(m)=2^{2^{m}}+1}
- Les nombres doubles de Mersenne :

{\displaystyle MM(p)=2^{2^{p}-1}-1}
- Les termes successifs de la série de Sylvester (suite A000058 de l'OEIS) :

{\displaystyle s_{n}=\left\lfloor E^{2^{n+1}}+{\frac {1}{2}}\right\rfloor }
où E ≈ 1,264084735305 est la constante de Vardi (suite A076393 de l'OEIS).
- L’arité des opérateurs logiques :

{\displaystyle 2^{2^{n}}}
Plus généralement, si la nième valeur d'une suite d’entiers est proportionnelle à une fonction exponentielle double de n, Ionescu et Stanica qualifient la série de « presque exponentielle double » et indiquent les conditions selon lesquelles elle peut être calculée comme l’arrondi inférieur (arrondi par troncation) d’une série exponentielle double, plus, éventuellement, un coefficient constant.
D’autres suites de ce type sont :
- Les nombres premiers 2, 11, 1 361, … (suite A051254 de l'OEIS)

{\displaystyle a(n)=\left\lfloor A^{3^{n}}\right\rfloor }
où A ≈ 1,306377883863 est la constante de Mills.

## Applications

### Complexité algorithmique
Dans la théorie de la complexité algorithmique, certains algorithmes sont de complexité exponentielle double :
- Procédures de décision dans l’arithmétique de Presburger ;
- Calcul d'une base de Gröbner (dans le cas le plus défavorable) ;
- Trouver en théorie de la décision un ensemble complet unifié d’opérateurs associatifs-commutatifs[4]
- Résolution des problèmes en CTL* (qui sont, en fait en 2-EXP-complets)[5] ;
- L’élimination des quantificateurs sur un corps réel clos nécessite un temps croissant au moins selon une exponentielle double (mais on ne sait même pas si elle est calculable en un temps de classe ELEMENTARY).

### Théorie des nombres
Certaines limites de la théorie des nombres sont en exponentielle double. Un nombre parfait impair avec n facteur premiers différents, dont on ne sait même pas s’il existe, vaut au plus 24n (Nielsen 2003).
Le nombre de chiffres du plus grand nombre premier connu a évolué selon une exponentielle double en fonction du nombre d’années depuis que l'on dispose d'ordinateurs pour le calculer[réf. souhaitée] (c'est-à-dire depuis que Miller et Wheeler déterminèrent un nombre premier de 79 chiffres sur la machine EDSAC1 in 1951).

### Biologie théorique
En dynamique des populations, on a émis l’hypothèse que la croissance de la population humaine pouvait être approchée par une fonction exponentielle double. Gurevich and Varfolomeyev
 ajustèrent expérimentalement la fonction
{\displaystyle N(y)=375,6\cdot 1,001~85^{1,007~37^{y-1~000}}\,}
où N(y) est la population humaine de l’année y en millions.

### Physique
Dans le modèle d’oscilateur TODA de l'auto-pulsation, le logarithme de l’amplitude (pour les grandes amplitudes) croît exponentiellement avec le temps ; ainsi l’amplitude croît-elle selon une double exponentielle du temps
.